# Eunice aphroditois
Eunice aphroditois (лат.) — хищный морской многощетинковый червь. Обитает на океанском дне, на глубине 10—40 метров, в тропических водах. Длина взрослой особи достигает 2—3 метров. Охотится на проплывающих мимо рыб, быстрым движением захватывая их и уволакивая к себе. Морской червь может обходиться без пищи около года.